# Norge i olympiska sommarspelen 1900
Norge deltog med sju deltagare vid de olympiska sommarspelen 1900 i Paris, vilket var första gången som norska deltagare deltog i de olympiska spelen. Totalt vann de fem medaljer och slutade på sextonde plats i medaljligan.

## Medaljer

### Silver
- Ole Østmo - Skytte, 300 m frigevär stående
- Ole Østmo, Hellmer Hermandsen, Tom Seeberg, Ole Sæther och Olaf Frydenlund - Skytte, 300 m frigevär lag

### Brons
- Carl-Albert Andersen - Friidrott, stavhopp
- Ole Østmo - Skytte, 300 m frigevär liggande
- Ole Østmo - Skytte, 300 m frigevär tre positioner